# Björna socken
Björna socken i Ångermanland ingår sedan 1971 i Örnsköldsviks kommun och motsvarar från 2016 Björna distrikt.
Socknens areal är 929,10 kvadratkilometer, varav 884,30 land. År 2000 fanns här 1 757 invånare.  Tätorterna Långviksmon och kyrkbyn Björna samt sockenkyrkan Björna kyrka ligger i socknen. 

## Administrativ historik
Björna socken bildades 11 mars 1795 genom utbrytning ur Själevads socken.
Vid kommunreformen 1862 övergick socknens ansvar för de kyrkliga frågorna till Björna församling och för de borgerliga frågorna bildades Björna landskommun. Landskommunen uppgick 1971 i Örnsköldsviks kommun.
1 januari 2016 inrättades distriktet Björna, med samma omfattning som församlingen hade 1999/2000.  
Socknen har tillhört fögderier, tingslag och domsagor enligt vad som beskrivs i artikeln Ångermanland.  De indelta båtsmännen tillhörde Andra Norrlands andradels båtsmanskompani.

## Geografi
Björna socken ligger kring Gideälven norr om Örnsköldsvik i inlandet. Socknen har viss odlingsbygd vid älven och är i övrigt en bergig, sjörik skogsbygd med höjder som i norr når kring 600 meter över havet.
Norra stambanan genomkorsar socknen på sträckningen Mellansel - Vännäs. Inom socknen belägna stationer är från söder Björnsjö, Björna samt Långviksmon, den sistnämnda har klassificerats som hållplats. 

### Geografisk avgränsning
Björna socken gränsar i söder mot Mo samt Själevads socknar, i öster mot Gideå socken, i nordost mot Trehörningsjö socken, i väster mot Anundsjö socken samt i norr mot Fredrika socken i Åsele kommun och Bjurholms socken i Bjurholms kommun.
Björna sockens nordligaste punkt ligger vid "tresockenmötet" Björna-Fredrika-Bjurholm  i södra delen av regleringsmagasinet Skinnmuddselet, blott cirka 8 km söder om Fredrika tätort. Punkten är tillika ett "trekommunmöte" mellan Örnsköldsviks, Åsele samt Bjurholms kommuner, de båda sistnämnda i Västerbottens län. Det tål dock att erinras om att Bjurholms kommun ändå ligger i landskapet Ångermanland. Åsele kommun tillhör landskapet Lappland.
Här i socknens nordspets ligger sjöarna Stavarsjön (254 m ö.h.), Kuttsjön samt Stensjön (273 m ö.h.). Gäddsjön är efter överdämning den sydligaste viken av Skinnmuddselet, som avvattnas av Gideälven, vilken avgränsar Björna socken i nordost mot Bjurholms socken. Sockengränsen, tillika länsgränsen, följer stort sett älven nedströms cirka 15 km till byn Aspsele. Strax nedströms Aspsele viker gränsen mot öster och går upp över Lappmyrliden fram till Malbergsliden där "tresockenmötet" Björna-Bjurholm-Trehörningsjö ligger. Härifrån söderut gränsar socknen mot Trehörningsjö socken i nordost.
Från nordspetsen i Skinnmuddselet och västerut avgränsas Björna socken i norr på en sträcka av ungefär 12 km, av Fredrika socken i Åsele kommun. Socken- samt länsgränsen går från "tresockenmötet" västerut över Stavsberg och Stavarsjöberget fram till Storberget där "tresockenmötet" Björna-Fredrika-Anundsjö ligger. Här viker gränsen tvärt söderut och avgränsar Björna socken från Anundsjö socken i väster. Gränsen mot Anundsjö passerar Flärkån och går över Gråberget och Granliden, förbi Uddersjön (284 m ö.h.), upp över Uddersjöliden, passerar Borgarån och går över Grankullen västerut till Utterån. Gränsen följer sedan Utteråns lopp nedströms genom Uttersjön (129 m ö.h.) och till en punkt i ån cirka 2 km väster om byn Hundsjö. Här ligger "tresockenmötet" Björna-Anundsjö-Mo. Den nyss beskrivna gränsen mot Anundsjö är cirka 50 km lång.
Gränsen mot Mo socken är dock endast cirka 6 km lång och infaller i sydvästra hörnet av Björna socken. Gränsen passerar byn Hundsjö och går över Flaggberget fram till en punkt strax öster om Norra stambanan cirka 3 km sydväst om Björnsjö station. Här ligger "tresockenmötet" Björna-Mo-Själevad. Björna sockengränsar härifrån mot Själevads socken i söder på en sträcka av cirka 20 km. Gränsen går bland annat genom Mörtsjön (211 m ö.h.), söder om Ledingssjön (142 m ö.h.) fram till "tresockenmötet" Björna-Själevad-Gideå, som ligger mitt i Gideälven i höjd med Bergvattsjön någon kilometer uppströms Bodumsjön och cirka 4 km nedströms Björna tätort.
Björna sockens sydligaste punkt ligger på Kalvberget (285 m ö.h.) på gränsen mot Själevads socken vid Mörtsjöns östra ände. Avståndet från socknens sydspets till dess nordspets är nästan 60 km "fågelvägen".
Socknen gränsar i sydost mot Gideå socken på en sträcka av cirka 10 km från Gideälven upp till berget Malklippen. På Malklippen ligger "tresockenmötet" Björna-Gideå-Trehörningsjö. Härifrån gränsar Björna socken mot Trehörningsjö socken i öster upp till länsgränsen och "tresockenmötet" Björna-Trehörningsjö-Bjurholm vid Malbergsliden.
Socknens östra del präglas av Gideälven. Räknat från norr ligger i älvens område bland annat följande byar; Aspsele, Studsviken samt Nordanås och öster om den sistnämnda ligger Södra Krokvattnet.
Uppströms Aspsele ligger, som en del av älven, Stor-Tällvattnet (235 m ö.h.). Uppströms Studsviken, på älvens västra sida ligger Studsvikberget. Nedströms Studsviken rinner biflödet Flärkån in i Gideälven. Aspsele och Studsviken förbinds söderut av länsväg 352, vilken kommer in från norr på en bro över älven strax uppströms Aspsele.
Byn Locksta ligger vid Lockstasjön (232 m ö.h.) cirka 6 km väster om Studsviken.
Vidare nedströms kommer byn Korsbyn. Om man följer vägen österut över älvbron mot Trehörningsjö här så kommer man till byarna Västra Kärrsjö, Södra Kärrsjö samt Kärrsjö invid Kärrsjön (188 m ö.h.).
Nedströms Korsbyn ligger så Torpargårdarna och Nyliden med Nylidens kapell.Ytterligare söderut kommer byn Hemling. Nedströms byn flyter Hemlingsån in i Gideälven. Från Hemling går en landsväg österut mot Långviksmon, som ligger inom Björna socken. Långviksmon ligger på Storsjöns (191 m ö.h.) östra strand. Norra stambanan går på sjöns sydöstra strand. I denna trakt ligger även byn Mattarbodum. Ungefär halvvägs mellan Mattarbodum och Björna station ligger, invid Gideälven och väster om stambanan, Mattarbodums-Pålsjöberget (ca 255 m ö.h.). Invid stambanan cirka 1 km uppströms Björna ligger Björnafallet som numera är uppdämt för elproduktion. 
Gideälven passerar strax öster om Björna tätort. Här ligger Skäftesmoforsen och på älvens östsida cirka 2 km öster om Björna ligger byn Gide. Lite längre nedströms ligger byn Bergvattnet.
Länsväg 352 kommer in i Björna söderifrån. Den går mellan Örnsköldsvik och Fredrika. Om man följer länsvägen från Björna samhälle cirka 2 km mot norr kommer man till Björna kyrka på en höjd strax nordost om vägen. Norr om kyrkan ligger byarn Strömbacka och Norromsjön. Byn Norromsjön har fått sitt namn genom att den ligger "norr om sjön" Hundsjön (161 m ö.h.).
I Björna sockens sydligaste del (mot Själevad) ligger sjöarna Ledingssjön (142 m ö.h.) samt Norra Björnsjön (163 m ö.h.). Här ligger byarna Björnsjö, Norra Björnsjö, Nedre- samt Övre Torsbacken och Leding.
I socknens västra och nordvästra del, som utgörs av stora skogsområden, ligger (norrifrån) bland annat Stångsjöberget och Remmarberget samt Remmarsjön. Bebyggelse finns vid byn Remmarn med en hembygdsgård. Längre söderut ligger Vändåtberget med naturreservat.
Lägstaån kommer in från Anundsjö socken i väster. Ån rinner via Lockstasjön och Flärkån till Gideälven.
Söder om Lägstaån ligger Uddersjö på sockengränsen och söder härom kommer Borgarån in från väster. Uttersjö by ligger i socknens sydvästra del.

## Historia
Ett tiotal boplatser från stenåldern har återfunnits och omkring 100 fångstgropar har påträffats. Björna socken bebyggdes med bland annat nybyggen under historisk tid. Samer har bott i området under långa tider. Först har det rört sig om skogssamer med så kallad intensiv renskötsel och senare om fjällsamer som bedrivit extensiv renskötsel och använt området som vinterbetesområde.

## Namnet
Namnet (1535 Bijörnaa) kommer från kyrkbyn och avsåg ursprungligen en å vid byn, nu benämnd Lillån. Namnet innehåller björn.

## Befolkningsutveckling
| Befolkningsutvecklingen i Björna socken 1810–1990                                                        | Befolkningsutvecklingen i Björna socken 1810–1990 | Befolkningsutvecklingen i Björna socken 1810–1990 | Befolkningsutvecklingen i Björna socken 1810–1990 | Befolkningsutvecklingen i Björna socken 1810–1990 |
| --- | ------------------------------------------------- | ------------------------------------------------- | ------------------------------------------------- | ------------------------------------------------- |
| |                                                   |                                                   |                                                   |                                                   |
| År |                                                   |                                                   | Folkmängd                                         |                                                   |
| 1810 | 1810                                              |                                                   | 535                                               |                                                   |
| 1820 | 1820                                              |                                                   | 695                                               |                                                   |
| 1830 | 1830                                              |                                                   | 1 010                                             |                                                   |
| 1840 | 1840                                              |                                                   | 1 073                                             |                                                   |
| 1850 | 1850                                              |                                                   | 1 249                                             |                                                   |
| 1860 | 1860                                              |                                                   | 1 464                                             |                                                   |
| 1870 | 1870                                              |                                                   | 1 933                                             |                                                   |
| 1880 | 1880                                              |                                                   | 2 305                                             |                                                   |
| 1890 | 1890                                              |                                                   | 2 745                                             |                                                   |
| 1900 | 1900                                              |                                                   | 2 782                                             |                                                   |
| 1910 | 1910                                              |                                                   | 2 794                                             |                                                   |
| 1920 | 1920                                              |                                                   | 3 049                                             |                                                   |
| 1930 | 1930                                              |                                                   | 3 121                                             |                                                   |
| 1940 | 1940                                              |                                                   | 3 336                                             |                                                   |
| 1950 | 1950                                              |                                                   | 3 230                                             |                                                   |
| 1960 | 1960                                              |                                                   | 3 074                                             |                                                   |
| 1970 | 1970                                              |                                                   | 2 522                                             |                                                   |
| 1980 | 1980                                              |                                                   | 2 182                                             |                                                   |
| 1990 | 1990                                              |                                                   | 2 001                                             |                                                   |
| Anm: Källor: Umeå universitet - Tabellverket 1749-1859, Demografiska databasen, CEDAR, Umeå universitet. |                                                   |                                                   |                                                   |                                                   |